# 27284 Billdunbar
27284 Billdunbar este un asteroid din centura principală de asteroizi.

## Descriere
27284 Billdunbar este un asteroid din centura principală de asteroizi. A fost descoperit pe 4 ianuarie 2000 la Socorro, New Mexico, în cadrul proiectului LINEAR. Asteroidul prezintă o orbită caracterizată de o semiaxă mare de 2,45 ua, o excentricitate de 0,14 și o înclinație de 3,3° în raport cu ecliptica.